# Tetragnatha squamata
Tetragnatha squamata is een spin uit de familie strekspinnen die onder andere voorkomt in Japan.
De vrouwtjes hebben een donkergroen lichaam met een lichter groen achterlijf met een roodbruine stip aan de voorzijde. De mannetjes zien er hetzelfde uit, alleen zijn ze kleiner, slanker en hebben langere poten. Deze hebben, in plaats van één, twee vlekken op het achterlijf.